# Liste der Baudenkmale in Parchtitz
In der Liste der Baudenkmale in Parchtitz sind alle Baudenkmale der Gemeinde Parchtitz (Landkreis Vorpommern-Rügen) und ihrer Ortsteile aufgelistet. Grundlage ist die Veröffentlichung der Denkmalliste des Landkreises Vorpommern-Rügen, Auszug aus der Kreisdenkmalliste vom August 2015.

## Parchtitz
| ID  | Lage          | Bezeichnung                                                        | Beschreibung                   | Bild |
| --- | ------------- | ------------------------------------------------------------------ | ------------------------------ | ---- |
| 476 | Am Ruhwaß 3   | Wohnhaus                                                           |                                |      |
| 476 | Am Ruhwaß 3   | Stall (Bauernhof)                                                  |                                |      |
| 476 | Am Ruhwaß 3   | Scheune (Bauernhof)                                                |                                |      |
| 476 | Am Ruhwaß 3   | Bauernhof mit Wohnhaus, Stall, Scheune und Wasserpumpe auf dem Hof |                                |      |
| 476 | Am Ruhwaß 3   | Wasserpumpe auf dem Hof (Bauernhof)                                |                                |      |
| 477 | Dorfstraße 11 | Katen                                                              | 1-gesch. Katen mit Krüppelwalm |      |

## Boldevitz
| ID  | Lage                             | Bezeichnung                                             | Beschreibung | Bild           |
| --- | -------------------------------- | ------------------------------------------------------- | --- | -------------- |
| 196 | Boldevitz 17                     | Kutscherhaus (Gutsanlage)                               | |                |
| 196 | Boldevitz 17, 18, 19, 21 (Karte) | Gutsanlage mit Gutshaus, Kapelle, Kutscherhaus und Park | Gut ab 13. Jahrhundert, seit um 1600 besteht der Kern des 2 bis 3-gesch. Herrenhauses, Gutspark vom 17. Jh., umgestaltet im 19. Jh. zum Landschaftsgarten, klassizistische Kapelle von 1839. | Weitere Bilder |
| 196 | Boldevitz 18                     | Gutshaus (Gutsanlage)                                   | |                |
| 196 | Boldevitz 19                     | Kapelle (Gutsanlage)                                    | |                |

## Reischvitz
| ID  | Lage         | Bezeichnung                                  | Beschreibung | Bild |
| --- | ------------ | -------------------------------------------- | --- | ---- |
| 622 | Reischvitz   | Rest-Park (Gutsanlage)                       | |      |
| 622 | Reischvitz 1 | Nebengebäude (ehem. Wagenremise, Gutsanlage) | |      |
| 622 | Reischvitz 2 | Einfriedung (Gutsanlage)                     | |      |
| 622 | Reischvitz 2 | Gutshaus (Gutsanlage)                        | Sanierter, 1-gesch., 8-achs. Putzbau von um 1820 mit hohem Sockelgeschoss, Krüppelwalm und 2-gesch. Zwerchgiebel, verputztes, 1-gesch. Nebengebäude mit Krüppelwalm. |      |

## Quelle
- Denkmalliste des Landkreises Vorpommern-Rügen